# Hôtel d'Anselme
L'hôtel d'Anselme est un hôtel particulier situé dans la commune de Pernes-les-Fontaines (Vaucluse).

## Histoire
L'hôtel d'Anselme est inscrit au titre des monuments historiques depuis le 8 septembre 1928.